# Dorotea Elisabet de Schlesien-Liegnitz
Dorotea Elisabet de Schlesien-Liegnitz (en alemany Dorothea Elisabeth von Schlesien-Liegnitz) va néixer a la ciutat polonesa de Breslau el 17 de desembre de 1646 i va morir a Dillenburg el 9 de juny de 1691. Era una princesa de Silèsia, filla del duc de Brieg Jordi III (1611-1664) i de la princesa Caterina Sofia de Münsterberg (1601-1659).

## Matrimoni i fills
El 13 d'octubre de 1663, es va casar amb Enric de Nassau-Dillenburg (1641-1701), fill de Jordi Lluís (1618-1656) i de la princesa Anna Augusta de Brunsvic-Wolfenbüttel (1612-1673). El matrimoni va tenir setze fills:
- Sofia (1666-1733), casada amb el príncep Guillem d'Anhalt-Bernburg-Harzgerode (1643-1709)
- Jordi (1667-1681)
- Albertina (1668-1719)
- Guillem (1670-1724), príncep de Nassau-Dillenburg, casat amb Dorotea de Schleswig-Holstein-Plon (1676-1727).
- Carles (1672-1672)
- Adolf (1673-1690), mort a la batalla de Fleurus.
- Frederica (1674-1724)
- Dorotea, nascuda i morta el 1676.
- Guillemina (1677-1727)
- Frederic (1628-1681)
- Carlota Amàlia (1680-1738), casada amb Guillem Enric de Nassau-Usingen (1684-1718)
- Lluís (1681-1710)
- Joan (1683-1690)
- Dorotea (1685-1686)
- Cristià (1688-1739), darrer príncep de Nassau-Dillenburg, casat amb Elisabet de Nassau-Dietz (1692-1757).